# Vlaho Bukovac
Vlaho Bukovac (født 4. juli 1855 i Cavtat nær Dubrovnik, Kroatien som 'Biagio Faggioni'; død 23. april 1922 i Prag) var en kroatisk maler fra Dalmatien, der boede og underviste i Prag i den sidste del af livet, 1903-22.
Bukovac tilbragte som ung nogle år (o. 1866-71) hos en onkel i Amerika. Tilbage i Kroatien tog han 1873  hyre på et skib, men en ulykke tvang ham i land. 1877 rejste han med en bror til Peru og arbejdede som maler på en togfabrik. I San Francisco arbejdede han på en café og malede portrætter i fritiden.
Tilbage i Kroatien gjorde lokale kunstinteresserede det muligt for Bukovac at tilbringe de næste fem år i Paris hvor hans La Grande Iza vakte opsigt på Parisersalonen i 1882.
Han blev en efterspurgt portrætmaler og tilbragte en periode hos velhavende engelske industrifolk nær Leeds og Liverpool.
Fra midten af 1890'erne var han tilbage i Kroatien, men da han ikke var på god fod med kolleger i kunstermiljøet dér, tog han 1903 imod en stilling som lærer i Prag, hvor han tilbragte resten af livet og døde 1922.
Nogle af Bukovacs værker er udstillet i huset i Cavtat hvor han voksede op (Kuća Bukovac), Bukovčeva 5, Cavtat.
| - Vlaho Bukovac portrætteret - Portræt fra 1881 - Selvportræt, 1883 - Stik af grafiker Meisenbach, 1885 - Selvportræt, 1897 - Foto, 1903 - Selvportræt, 1916 |

| - Værker af Vlaho Bukovac - Portræt af biskop Marko Kalogjera(en), 1880 - La Grande Iza, 1882 "Velika Iza"(sr)(en). - Montenegrinsk kvinde, 1883 - Mrs Richard Le Doux, 1892 - Ivan Gundulićs drøm, 1894 Gundulićev san Gundulić's Dream - 'Illyrisk vækkelse', 1896 (scenetæppe) Ilirski preporod - En blomst Ca. 1900 Reclining nude/Une fleur - Drøm, o. 1904 Sanak - Portræt af borgmester Pero Čingrija(en), 1907 - Portræt af Janko Drašković(en), 1908 - 'Længe leve kongen' Før 1920 Živio kral - Guslemusikanter Guslar (ukendt dato) - Jesus, børnenes ven Isus prijatelj malenih (ukendt dato) - Alexander 1. af Jugoslavien (ukendt dato) |